# Adrienne LaValley
Pour les articles homonymes, voir Adrienne et Lavalley.
Adrienne LaValley est une actrice américaine.

## Filmographie
- 2008 : Insidious : Addy
- 2009 : Make Up (court métrage) : Haley
- 2009 : The Bastard Men of Root Flats : King
- 2009 : Always Leave a Pretty Corpse (court métrage) : Haley
- 2010 : Motel Americana Volume II : Haley
- 2010 : Vial (court métrage) : la femme de Hal
- 2010 : Barbacks (court métrage) : Johnny
- 2010 : Alien Opponent : Linnea Gold
- 2011 : Celebrity Close Calls (série télévisée) : Yancy Butler
- 2011 : Eeny, Meeny, Miny, MOE... (court métrage)
- 2011 : Adults Only (série télévisée) : Larissa
- 2011 : Remains: Road to Reno (court métrage) : Erin
- 2013 : The Theseus Woman (court métrage) : Rebecca Steinbeck
- 2013 : Scorned: Love Kills (série télévisée) : Kathleen Savio
- 2013 : Little Egg (court métrage) : Audrey
- 2014 : My Dirty Little Secret (série télévisée documentaire) : détective Delores Scott
- 2014 : Dark Haul (téléfilm) : Maya
- 2015 : Alto : la groupie
- 2015 : Hell's Heart : Lisa
- 2016 : Transcending: The Beginning of Josephine : Karen Ames
- 2016 : Beautiful Flowers (court métrage) : Rebekah